# Lubo Kristek
Lubo Kristek (Brno, 8 de mayo de 1943) es un escultor, pintor y artista de acción de origen checo, que vivió en Alemania Occidental desde 1968 hasta la década de 1990, durante el tiempo que fue crucial para su madurez artística.

## Vida y trabajo

### Antecedentes del trabajo de Kristek
En temas de ensueño y fantasía, Kristek pone el aspecto creativo de un mundo freudiano de irracionalidad inconsciente y concreta en oposición directa con el mundo unilateral, racional, habitual y convencional. Kristek también cumple con el principio básico del surrealismo: el principio de la creación espontánea de la forma desde el caos en el que escucha los estímulos que vinculan al hombre con la naturaleza. (...) En su trabajo artístico, aparece una cierta imprevisibilidad y actividad sísmica que le permiten escapar del espacio controlado. Sigue la idea de una obra de arte total, llamada Gesamtkunstwerk.

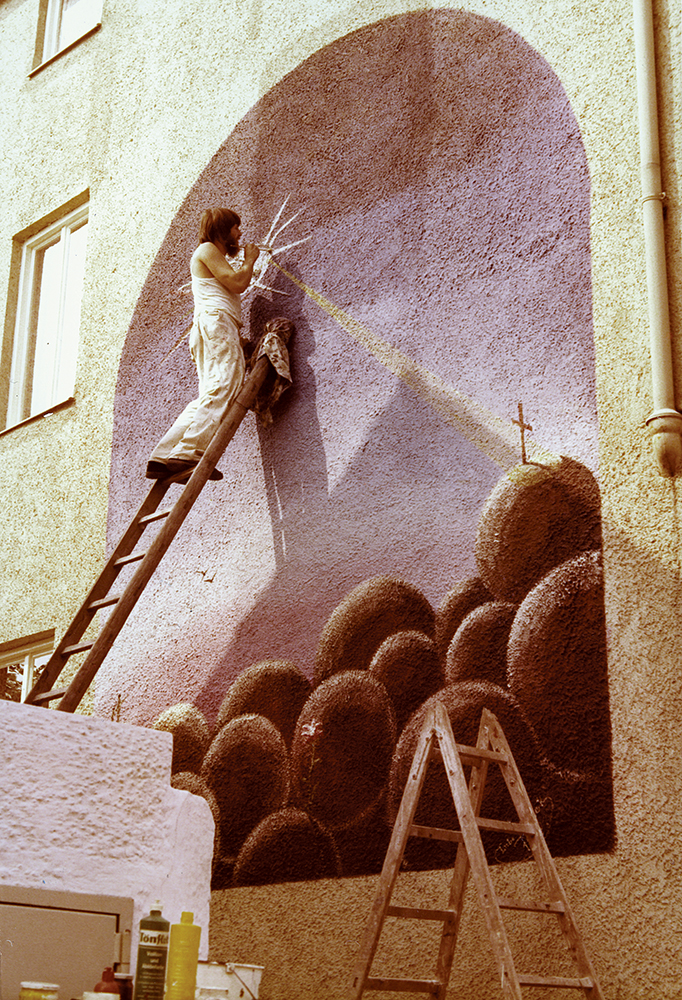
Creatión de pintura al seco sobre la fachada Mirando la Tierra, Augsburg (1974).

En la década de 1960, Kristek vivía en una casa destartalada, una antigua fábrica de jabón, en Hustopeče, en la que se reunió con artistas y organizó eventos que incorporaron música, arte visual, poesía, teatro e improvisación. Desde el principio, fue típico para él poner a prueba a los internos, experimentar y cruzar el marco convencional.

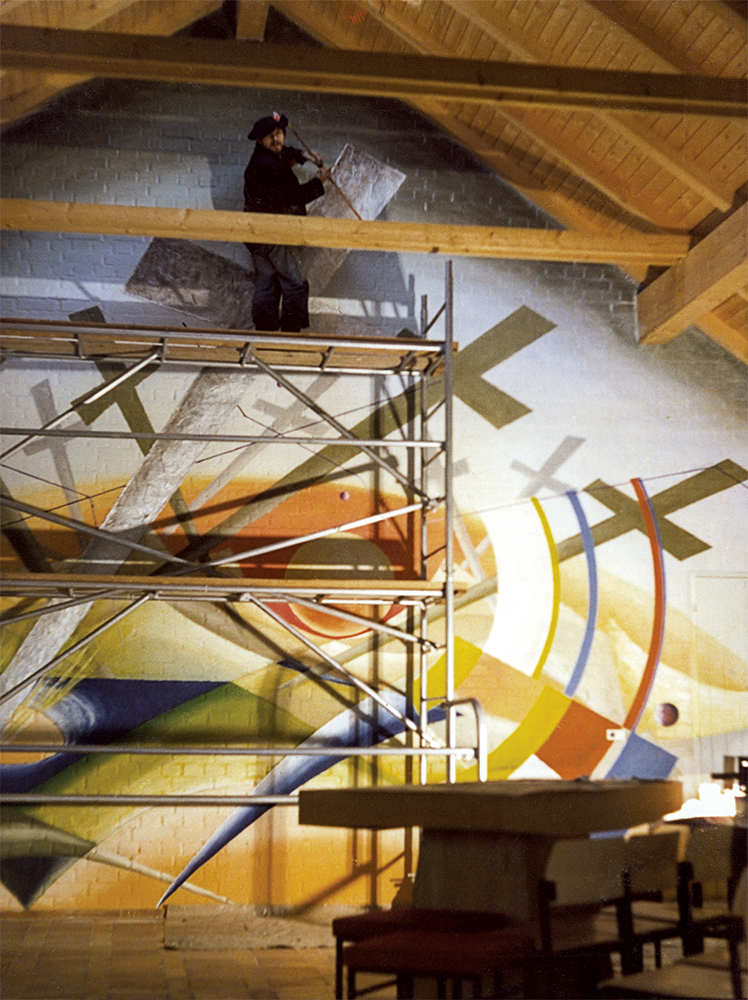
Creatión de altar de pared hecho para la capilla de Penzing Composición trascendental entre el sufrimiento y la esperanza (1977).

En ese momento, también experimentó con el uso del fuego como medio de expresión. Se trataba de su diálogo con la imprevisibilidad. Reprimía deliberadamente o a veces anulaba su letra artística para dejar que el material hablara por sí mismo.
Los aspectos cosmopolitas del trabajo de Kristek y la capacidad de aplicar la experiencia transcultural están relacionados con su emigración a Alemania Occidental en 1968. Se instaló en Landsberg am Lech durante casi tres décadas. Allí comenzó la tradición de las vernissage nocturnas de Kristek, de donde evolucionaron sus eventos. Su estudio en Landsberg se convirtió en su crisol artístico.
Desde Landsberg, Kristek viajó por Europa. Exploró varios países, disfrutó recorriendo el paisaje y conociendo a los habitantes. Estos viajes y exploraciones tenían un significado especial para él y le aportaron material para su trabajo creativo y desarrollo.
En 1977, Kristek viajó por los Estados Unidos y Canadá con su Ciclo americano 77. 
El trabajo de Kristek atrajo la atención. En 1982, la revista de Múnich Applaus mencionó algunas de sus hazañas sorprendentes:

En Greifenberg, hay una fuente creada por él; en Penzing pintó el fresco ‘Cruz’ en la capilla del cementerio; y en la escalera del gimnasio Ignaz Kögler en Landsberg, el macizo ‘Árbol del conocimiento’ de Kristek se abre paso por las plantas hasta la claraboya. Además de esto, hay esculturas en parques y jardines, relieves y decoraciones artísticas en muchas casas privadas.

Kristek comenzó a regresar a su país natal desde 1989 después de la Revolución de Terciopelo (circuló entre Alemania, la República Checa y otros países durante algún tiempo pero, de hecho, nunca perdió el contacto con Alemania). Se instaló en Podhradí nad Dyjí y, en el ápice del techo de su estudio, ubicó la escultura de un piano haciendo equilibrio sobre una pata. El escritor Jaromír Tomeček dio a conocer la escultura en 1994 y, de acuerdo con el título de la obra de arte, llamó a toda el área vecina del Thaya: Valle Kristek de la divina fugacidad del tono. 
El Ministro de Cultura de la República Checa escribió en este contexto:

En sus manifestaciones, Kristek logra el equilibrio en un nodo frágil, que une varios estilos y medios de expresión. Incluso uno de los símbolos de su vida es el de un piano que se alza sobre una pata en la parte superior del techo de su estudio en la República Checa.

Kristek continuó con sus eventos. Hasta el día de hoy, ya ha organizado eventos en Alemania, Estados Unidos, Canadá, Italia, España, República Checa, Austria, Turquía, Bélgica, Polonia y Eslovaquia.
En 2005-2006, creó Gliptoteca de Kristek del Thaya, un sendero de esculturas de lugares de peregrinación a lo largo del río Thaya.

### Esculturas, montajes y objetos

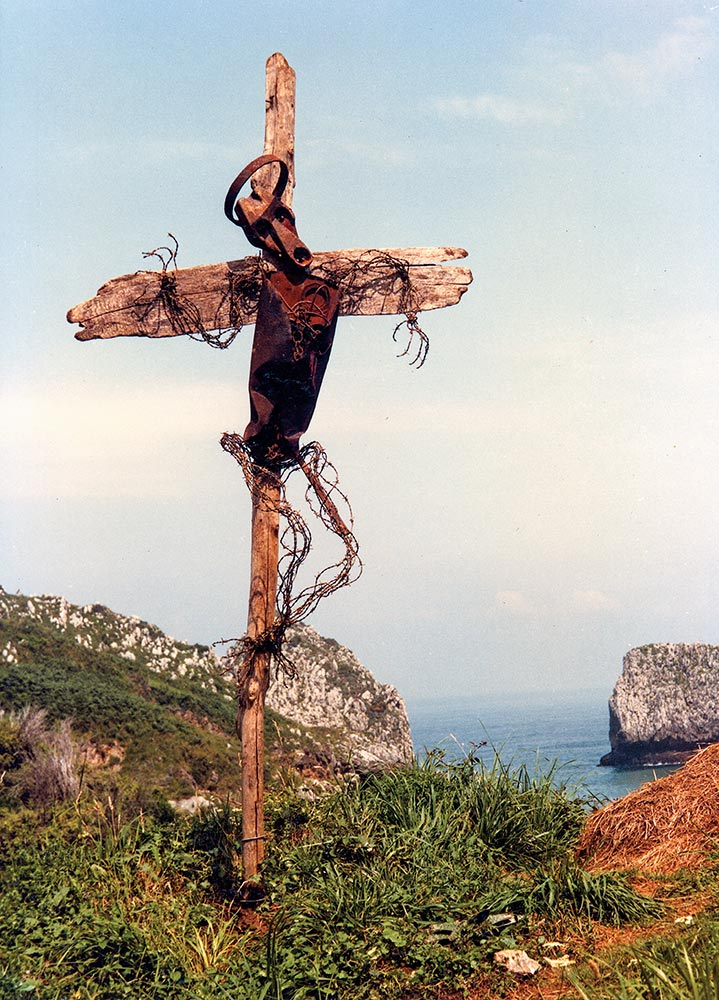
Alambre de púas de Cristo (1983), la costa de Cantabria.

Una de las primeras obras de arte de Kristek, llamada Visión – Ardor de Cristo (1964), se originó en la casa de Hustopeče y muestra las pruebas de materiales y valores del artista. Primero creó una escultura realista de Cristo en hierro fundido, luego la colocó sobre una cruz en una construcción de madera y continuó moldeándola con fuego. El material de fusión simbolizaba la relatividad de la forma y también la relatividad de la fe “fusionada” en el país de origen de Kristek, en la década de 1960.
La escultura Alma (1977) también pertenece a las obras de arte de Kristek moldeadas por el fuego. La esfera que domina en la parte superior es un símbolo del patrimonio artístico que Kristek adoptó de su maestro y alma gemela Arno Lehmann.
La escultura a gran escala Árbol del conocimiento (1981), mencionada anteriormente, se eleva a través de tres pisos del edificio y es un ejemplo de la armonización de una escultura con su entorno, que Kristek utilizó más tarde en sus obras de paisajes. La escultura Árbol del conocimiento ha suscitado un gran reconocimiento. La revista de Múnich Steinmetz + Bildhauer escribió:

Kristek cubrió el núcleo de madera con tiras de metal noble. El fruto del árbol y las ramas también están hechos de metal. (...) Es difícil imaginar una unidad de arte más cercana y fructífera en la arquitectura. En los últimos veinte años, ¿dónde podríamos encontrar en Renania un ejemplo similar en arte y arquitectura?

Kristek ha dejado su huella artística en el paisaje de la costa de Cantabria. El ensamblaje Alambre de púas de Cristo (1983) es una lastimera reliquia del mundo actual mecanizado, deshumanizado y racionalizado.

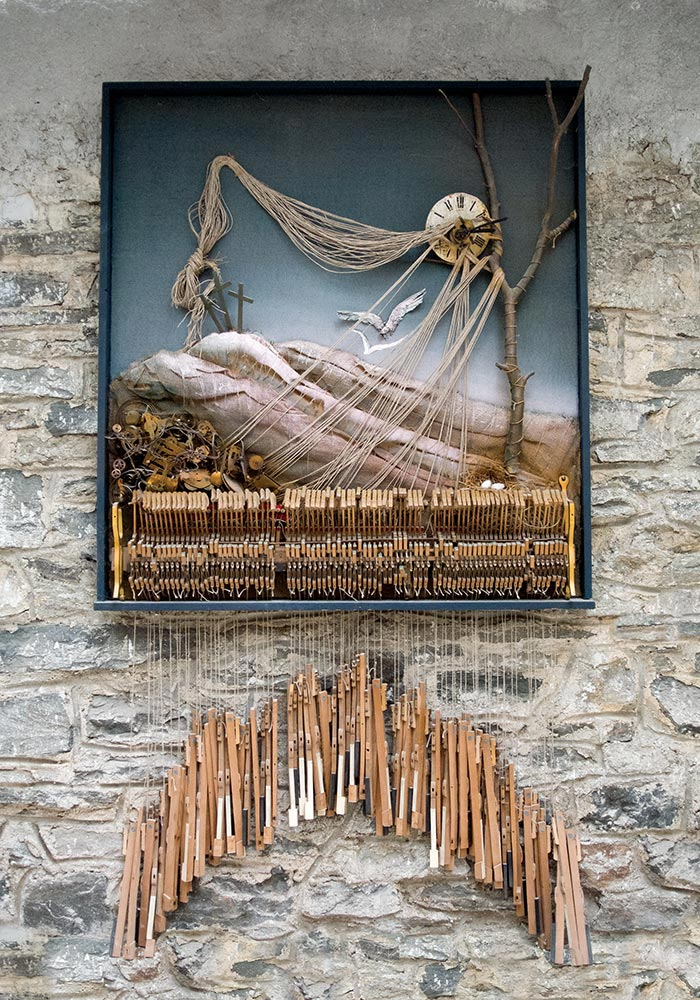
Sobre la basura apilada a través de los tiempos (1994), Palacio Ruegers, Riegersburg.

En 1986, creó el ensamblaje Caballo de mar con el material que fue arrojado por el mar en la costa italiana. El caballo está congelado en el tiempo, tiene una calavera en lugar de una cabeza pero, al mismo tiempo, es un símbolo del movimiento de la vida eterna y el recuerdo del mar y de las olas galopantes de vida.
Kristek transforma sus ensamblajes en tipos modernos de altares y tabernáculos. Como en su ensamblaje Carga (1969) que es el resultado de los largos debates de Kristek con su amigo Eberhard Trumler (quien fue alumno y colega del fundador de la etología Konrad Lorenz) sobre los mecanismos de supervivencia de la especie.
Sus obras de arte suelen exceder el marco previsto. Para él, el ensamblaje es una plataforma para escapar o extenderse más allá de los límites del área definida o incluso del significado. Podemos verlo en los ensamblajes Metástasis de tonos abandonados (1975-1976) y Sobre la basura apilada a través de los tiempos (1994), en el que Kristek incorporó instrumentos musicales y de cuerda. Estas obras de arte resuenan temáticamente con la vida personal de Kristek (la primera) y con el desarrollo de la sociedad (la última), lo que las transforma en espejos únicos.
En 2002, el artista prestó atención al surgimiento y caída de varias religiones. Esquematizó el límite donde la fe se convierte en demagogia y dónde se encuentra su punto de quiebre, particularmente en el ensamblaje Orgasmos de diversas demagogias.
En 2007, Kristek presentó la forma de ensamblaje interactivo cuando creó Réquiem para teléfonos móviles de una colección de teléfonos móviles descartados. Luego desarrolló la idea en un proyecto dirigido contra la adicción a las trampas ocultas de la sociedad moderna.
La habilidad artesanal de Kristek se emplea en gran medida en las esculturas de metal, en las que utiliza su perfecto dominio de la técnica.

Como artista medieval, Kristek suelda, muele y talla personalmente sus estatuas. Desde muchos puntos de vista, sus estatuas independientes representan un paralelismo surrealista con las pinturas del pintor checo Mikuláš Medek (1926-1974), el pintor alemán Max Ernst (1891-1976) y el pintor español Salvador Dalí. Esto está documentado, en particular, por las esculturas de metal de Kristek “Monumento a los cinco sentidos” (1991) y “Árbol del arpa eólica” (1992).

### Pinturas

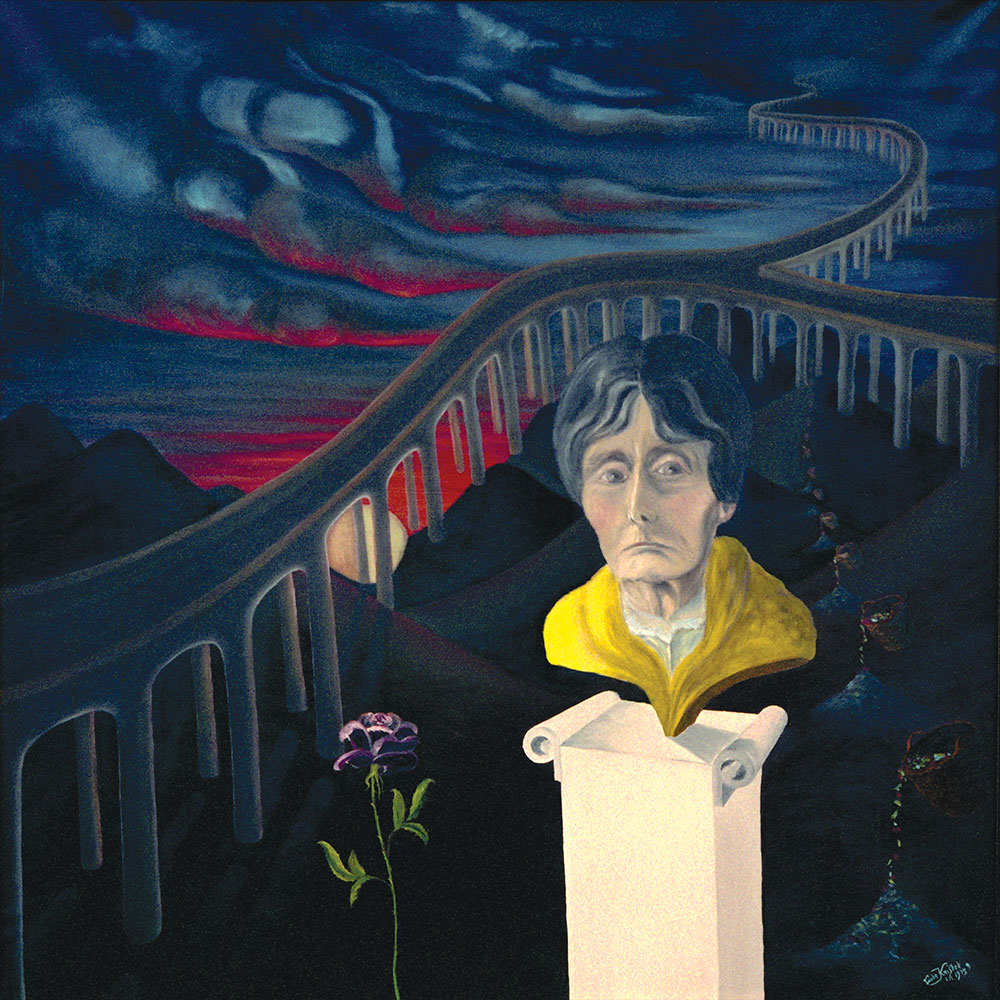
La carretera celestial de la tía Fränzi (1974), Neues Stadtmuseum, Landsberg am Lech.

Kristek ha creado su vocabulario específico en pinturas. Es posible asignar “atributos” específicos a sus símbolos. Observar el flujo de contenido de sus símbolos con el paso del tiempo proporciona una comprensión más profunda de su arte. Esta simbología se empapa de su trabajo de toda la vida en varios medios.
Ya desde la década de 1970, uno puede encontrar el tema del puente y la carretera en sus pinturas. El artista llama a este camino, que está bordeado principalmente por los arcos de puentes y se eleva y desaparece en lo desconocido, la carretera celestial. Refleja el deseo de hacer un peregrinaje a la espiritualidad para conectarse con las cosas que nos trascienden. La pintura al óleo La carretera celestial de la tía Fränzi (1974), hoy parte de la colección de Neues Stadtmuseum, es un ejemplo de la época en que este símbolo nació en la mente de Kristek.
La bailarina y el bailarín es el tema central del trabajo de Kristek. Ella es el aspecto dinámico y la portadora del cambio; representa la misma forma de dinamismo también en sus eventos. La bailarina de Kristek evoluciona en el tiempo y refleja el desarrollo de la sociedad posmoderna. En la pintura Billar para la vida y bailarina de 1987, ella personifica la vitalidad en un mundo en metamorfosis constante.
Sin embargo, en la década de 2010, el significado del símbolo cambia y la bailarina suele ser la última testigo de la destrucción. En el evento El camino de la cruz (2014), la bailarina trina en forma de llamas y consume todo lo que queda después de la destrucción (la escena es seguida por otro motivo de Kristek, el renacimiento). En la pintura Salto con garrocha peculiar (2016), la bailarina aparece como la Muerte. Ella limpia al mundo de la sociedad vacía de derroche.
Otro símbolo de toda la vida de Lubo Kristek es el árbol con dos manzanas. El árbol está desnudo como la esperanza que crece de las cenizas de los esfuerzos desperdiciados de la sociedad. Por ejemplo, este se puede encontrar en la pintura Impresión del bosque (1995), en la que crece a través de un carro viejo. Esto lleva a otro tema de Kristek, que es el intercrecimiento o la penetración de las formas, como en Suite para piano biofílico atacado por la tuba masoquista (1995).

En muchas de las pinturas de Kristek, ha madurado una forma expresamente elaborada de simbolismo, donde el énfasis yace en cada elemento de la composición. Nada aquí aparece por accidente, y todo está sujeto a contenidos ocultos. La obra de arte expresa los estados psicológicos internos e intensifica su expresión con una exageración de color y forma o deformación.

### Gliptoteca de Kristek del Thaya
Las primeras esculturas y ensamblajes del paisaje fueron los precursores de la obra maestra de Kristek, la Gliptoteca de Kristek del Thaya, que creó en los años 2005 a 2006. Es un rastro de esculturas de estaciones de peregrinación, que corre a lo largo del río Thaya a través de la República Checa, Austria y Eslovaquia. Él unió las estatuas, en las que logró monumentalidad, cualidades artesanales y alcance espiritual, en una peregrinación dedicada al río Thaya. El sendero incluye once estaciones simbólicas y se convirtió en la galería natural de Kristek. Invita a aquellos que quieran ver sus estatuas a pasear por el paisaje. Esta ruta ofrece al peregrino una visión de su propia dimensión interna y le da una dimensión adicional para contrastar con el estilo de vida predominante de los consumidores de nuestra sociedad.

### Eventos
En 1971, nacieron las vernissage nocturnas de Kristek y también sus eventos. Fue en estos eventos en los que formuló sus opiniones artísticas. Se llevaron a cabo sin una tarifa de entrada (y los eventos de Kristek siguen siendo de entrada gratuita hasta hoy) como punto de encuentro de escultores, pintores, músicos, poetas, filósofos y visitantes. Este ambiente se convirtió en el sustrato de sus eventos.
En 1976, la revista Collage trazó los primeros años de las vernissage nocturnas de Kristek:

Han pasado cinco años desde que Lubo Kristek organizó su primera vernissage nocturna sin ningún apoyo financiero. Y la cuarta se llevará a cabo este año. En ellas, artistas de todos los rincones de Alemania, Canadá, Inglaterra y Estados Unidos se reúnen, exponen, celebran, debaten y sacuden las ideologías fantásticas hasta sus cimientos.

Estos experimentos se dieron en la interfaz entre el teatro, la música, la improvisación y el ritual. La experiencia inmediata del momento fue crucial para Kristek. Los eventos gradualmente se convierten en una parte independiente de su trabajo. Los motivos de la muerte, la enfermedad de la sociedad o el destino son la contrapartida del nacimiento o el renacimiento, la liberación de los grilletes y el intercrecimiento de las formas.
Los encuentros con Kristek pueden describirse como eventos, actuaciones o, a veces, son incluso específicos del sitio, pero él usa la expresión original happening, porque la participación del público es crucial para él, así como la experiencia auténtica.
A veces, el artista disuelve completamente el límite entre el auditorio y el escenario. En el clímax del evento Visio sequentes o Acerca de la edad de un planeta clonado prematuramente, distribuyó a los artistas, personas con una discapacidad mental, entre los espectadores. Estaban bastante conmocionados, miraban a su alrededor incómodos para descubrir “quién es quién” o “¿quién es el loco aquí?”. Kristek obligó al espectador a preguntarse dónde está el límite y si existe. Él quiere que el espectador no entienda la situación, sino que la experimente. El objetivo de Kristek es evocar una situación límite. La liminalidad abre el camino a la transformación. El espectador sorprendido se desplaza fuera de sus propios estereotipos y tiene la posibilidad de volver a evaluar todo desde un punto de desapego.

En su proceso artístico, podemos ver la vinculación al psicoanálisis freudiano; sus eventos y actuaciones se desarrollan en el marco de la llamada ‘Crítica de la actividad paranoica’ de Salvador Dalí, y en ellos el artista tiene la posibilidad de desarrollar sus habilidades poco comunes y de entrar en un estado de trance, con un final totalmente inesperado. (...) Sin embargo, al mismo tiempo, Lubo Kristek busca la apertura de nuevos espacios, intenta vibrar en los lugares desconocidos del alma de los espectadores, y la intención de su actuación es la fuerza de la creación y la intuición artística para superar la muerte mentalmente.

### Percepción holográfica
Lubo Kristek busca no solo la experiencia auténtica y compartir un espacio común con los espectadores. Llega a una forma específica de percepción, a la que llama percepción holográfica. No organiza las escenas de manera lineal, por lo que el flujo de acciones no constituye un continuo conectado. Por el contrario, hay varias acciones diferentes que ocurren al mismo tiempo durante el evento de Kristek. Según su teoría, se forma una imagen mucho más plástica y holográfica en la mente del espectador. La estratificación de las escenas y la superposición de significados no se traducen en una interrupción de la percepción, sino en su agudización, y enfatiza el impacto sobre las emociones, la creatividad y la intuición de los espectadores.

### Trabajo multimedia en capas sucesivas
Las obras de arte de Kristek con varias técnicas no están aisladas. Por el contrario, están interconectadas y a veces forman un conjunto. Lubo Kristek presenta el trabajo multimedia en capas sucesivas. Su obra de arte en un solo medio se convierte en un medio de expresión para una obra de arte en otro medio.
Por ejemplo, su escultura Pyramidae-Klipteon se convirtió en un “apoyo” para su evento Gatewey a la nueva dimensión (2012) y el artista utilizó la escena del evento como una de las capas de significado para su pintura al óleo Paisaje de sentidos con nubes soportadas (2013).

No es presuntuoso afirmar que Lubo Kristek es uno de los pocos artistas que siguió su vocación creativa durante casi toda la vida y que ofreció una producción particularmente sostenible.
Hartfrid Neunzert

## Lista de trabajos seleccionados

### Esculturas
- 1964 Visión – Ardor de Cristo
- 1977 Alma
- 1977 Nacimiento de la forma absoluta
- 1978 Liberación del sufrimiento, escultura de cerámica de la 7ma estación de la Gliptoteca de Kristek del Thaya cerca del monasterio de Louka en Znojmo (República Checa)
- 1981 Árbol del conocimiento, escultura a gran escala (3 pisos) para Ignaz-Kögler-Gymnasium (Alemania)
- 1988 Beber, fuente de bronce para Theresienbad Greifenberg (Alemania)
- 1991 Monumento a los cinco sentidos, escultura de metal para Neues Stadtmuseum (Alemania)
- 1992 Árbol del arpa eólica, escultura de metal de la 9na estación de la Gliptoteca de Kristek del Thaya cerca de Břeclav (República Checa)
- 1994 La divina fugacidad del tono, escultura metal, Podhradi nad Dyji (República Checa)
- 1994 Nacimiento y maldición simultánea de la esfera, escultura de cerámica en capilla de la 8va estación de la Gliptoteca Kristek del Thaya en el castillo de Jan cerca de Podivin (República Checa)
- 2005-6 Nacimiento, escultura de metal de la 1ra estación de la Gliptoteca de Kristek del Thaya al lado del nacimiento del río Thaya moravo, cerca de Panenská Rozsicka (República Checa)
- 2006 Los buscadores, original expuesto en el Hall Kristek, Palacio Ruegers (Austria)
- 2006 Deseando piedras, composición de siete piedras en la 2da estación de la Gliptoteca de Kristek del Thaya cerca de Stare Hobzi (República Checa)
- 2006 Potencia parapiramidal cronológicamente programada, monumento de metal pintado en la 4ta estación de la Gliptoteca de Kristek del Thaya en Podhradí nad Dyjí (República Checa)
- 2015 Los buscadores – Formas orgánicas, escultura de metal en la 10ma estación de la Gliptoteca de Kristek del Thaya, en la confluencia de los ríos Thaya y Morava cerca de Sekule (Eslovaquia)

### Ensambles
- 1969 Vuelo
- 1969 Carga
- 1973 Ventana de los pecados
- 1975-76 Metástasis de tonos abandonados, expuesto en el Hall Kristek, Palacio Ruegers (Austria)
- 1983 Alambre de púas de Cristo, Cantabria (España)
- 1986 Caballo de mar, Roma (Italia)
- 1986 Gloria, nacimiento del Homo divinensus – Intellektes
- 1975-92 Procesos de pensamiento automático – Escritorio, exhibido en el Castillo Lubo (República Checa)
- 1975 Puertas, esta obra de arte se originó durante el evento “Espacio del alma” (1992) en Landsberg am Lech
- 1994 Sobre la basura apilada a través de los tiempos
- 1994 Familia con el hombre invisible
- 1998 Frecuencias sensuales, para el ayuntamiento de Bursa (Turquía)
- 2000 Aracnología Adé, tributo de Kristek a sus queridas arañas
- 2001 Concepción del tiempo
- 2002 Orgasmos de diversas demagogias
- 2003 En la era prematuramente clonada de un planeta
- 2007 Preludios de Franz Liszt
- 2007 Réquiem para teléfonos móviles
- 2010 La última puerta, exhibido en el Castillo Lubo (República Checa)
- 2010 UE 2010 – Los intentos testarudos del sangriento duende parapléjico, exhibido en el Castillo Lubo (República Checa)

### Pinturas
- 1974 La carretera celestial de la tía Fränzi, óleo sobre lienzo, una de las primeras pinturas con la simbólica carretera celestial de Kristek, Neues Stadtmuseum, Landsberg am Lech (Alemania)
- 1974 Mirando la Tierra, pintura al seco sobre la fachada, Augsburg (Alemania)
- 1975-76 Alta tensión por todos lados
- 1976 Defloración crítica del alma
- 1977 Tensión conjunta con acento en el agujero negro, pintura mural, Penzing (Alemania)
- 1977 Al calor de la vida eterna, fachada, pintura, emulsión de polímero acrílico
- 1977 Composición trascendental entre el sufrimiento y la esperanza, altar de pared hecho para la capilla de Penzing (Alemania)
- 1978-82 La llamada telefónica cubierta de musgo
- 1995 Suite para piano biofílico atacado por tuba masoquista
- 1995 Impresión del bosque
- 1976-2000 Donde solo pueden volar los pájaros
- 1996 El acuerdo de Naděžda en el paisaje
- 2003 Vuelo latente hacia la séptima dimensión
- 2003 Virgen del desierto
- 2009 La bella durmiente del cementerio, autorretrato
- 2016 Salto con garrocha peculiar

### Eventos
- Julio de 1971, Vernissage nocturna de Kristek, estudio de Kristek, Landsberg am Lech (Alemania)
- 26 de julio de 1973, Vernissage nocturna de Kristek, estudio de Kristek, Landsberg am Lech (Alemania)
- 26 de julio de 1975, Vernissage nocturna de Kristek, estudio de Kristek, Landsberg am Lech (Alemania)
- 31 de julio de 1976, Vernissage nocturna de Kristek, estudio de Kristek, Landsberg am Lech (Alemania)
- 11 de junio de 1977, Ciclo americano 77, Galería Beyond Baroque, Los Ángeles (Estados Unidos)
- 12 de septiembre de 1977, Ciclo americano 77, Vancouver Multicultural Society, Vancouver (Estados Unidos)
- Agosto de 1983, Renacimiento de la fantasía de Kristek, Kleinkitzighofen (Alemania)
- 12 de diciembre de 1992, Espacio del alma, Neues Stadtmuseum, Landsberg am lech (Alemania)
- 24 de febrero de 1989, Adé Dalí,  Müssiggengelzunfthaus, Kempten (Alemania), homenaje a Salvador Dalí, con quien Kristek estuvo en contacto principalmente en la década de 1970
- 30 de julio de 1994, Carrito lleno de tonos,  ruina de Freistein, Podhradí nad Dyjí (República Checa)
- 12 de agosto de 1995, Paisaje mitológico n.º 95 en tres actos, río Thaya, Podhradí nad Dyjí (República Checa)
- 27 de julio de 1996, El entierro del patrimonio de los siete pecados o donde nace Evrum, evento en el cementerio, Podhradí nad Dyjí (República Checa)
- 20 y 26 de junio de 1998, Amor en círculo vicioso en finito secundi milenii, evento doblem la plaza de la ciudad, Landsberg am Lech (Alemania), Kraví hora,  Brno (República Checa)
- 6 de noviembre de 1998, Frecuencias sensuales zona peatonal frente al ayuntamiento, Bursa (Turquía)
- 1 de julio de 2000, Apertura del parque de Kristek, Castillo Lubo, Podhradí nad Dyjí (República Checa)
- 4 de agosto de 2001, La concepción del tiempo o sarcófago de los sueños, Castillo Lubo, Podhradí nad Dyjí (República Checa)
- 8 a 11 de noviembre de 2001, Espacio del alma II, Teatro de la Ciudad, Hasselt (Bélgica)
- 1 de junio de 2002, Pyramidae-Klipteon II, frente al Castillo Lubo, Podhradí nad Dyjí (República Checa)
- 4 de julio de 2003, Visio sequentes o Acerca de la era prematuramente clonada de un planeta, metro del Castillo de Znojmo, (República Checa)
- 22 de mayo a 22 de julio de 2006 – Gliptoteca de Kristek del Thaya, apertura de los lugares de peregrinación, diez eventos en la República Checa, Austria y Eslovaquia
- 13 de abril de 2007, Réquiem para teléfonos móviles I, Znojemský deník Rovnost (periódico), Znojmo (República Checa)
- 10 de mayo de 2008, Tercer ojo de comunicación a distancia o réquiem para teléfonos móviles II, Neues Stadtmuseum, Landsberg am Lech (Alemania)
- 16 de agosto de 2008, La boda filogenética muy húmeda o cómo el mundo cansado de las personas regresa a la profundidad, Castillo de Jan (República Checa)
- 28 de abril de 2009, Caída de la cortina de hierro, Palacio Riegersburg (Austria)
- 5 de junio de 2010, Réquiem para teléfonos móviles IV, Muzeum Miejskie, Sucha Beskidzka (Polonia)
- 1 de noviembre de 2012, Gatewey a la nueva dimensión, Castillo Sychrov (República Checa)
- 25 de mayo de 2013, Cacofonía surrealista, Castillo de Jan (República Checa)
- 14 de septiembre de 2013, Testimonio sobre el alma, Teatro Horacke, Jihlava (República Checa)
- 7 de junio de 2014, El viacrucis, Castillo de Landštejn (República Checa)
- 28 de abril de 2015, En la cautividad del tango azul, Palacio Riegersburg (Austria)
- 15 de agosto de 2015, Los buscadores – Formas orgánicas, confluencia de los ríos Thaya y Morava
- 13 de septiembre de 2015, La caza, Castillo Křtiny (República Checa)